# Copa del Generalísimo de hockey sobre patines 1944
La Copa del Generalísimo de hockey sobre patines de 1944 fue la primera edición de la Copa del Generalísimo de este deporte. También fue la primera competición de ámbito nacional de hockey sobre patines jugada en España. Se disputó desde el 8 al 11 de junio de 1944 en Barcelona y el campeón fue el RCD Español.

Los equipos perdedores en la eliminatoria de cuartos de final disputaron el llamado Torneo de Consolación, que ganó el CN Palma.

## Equipos participantes
Los 8 equipos que disputaron esta primera edición fueron:
- Aragón: Delicias.
- Baleares: Palma.
- Castilla: SEU Madrid.
- Cataluña: CH Cerdanyola, RCD Español, Girona y Patín Club.
- Galicia: Deportivo.

## Cuartos de final
| Fecha      | Ganador     | Perdedor   | Resultado |
| ---------- | ----------- | ---------- | --------- |
| 8 de junio | Patín Club  | Deportivo  | 11-0      |
| 8 de junio | Girona      | Delicias   | 12-1      |
| 8 de junio | Cerdanyola  | Palma      | 9-1       |
| 8 de junio | RCD Español | SEU Madrid | 10-0      |

## Semifinales
| Fecha       | Ganador     | Perdedor   | Resultado |
| ----------- | ----------- | ---------- | --------- |
| 10 de junio | Cerdanyola  | Patín Club | 4-3       |
| 10 de junio | RCD Español | Girona     | 1-0       |

## Final
| Fecha       | Campeón     | Subcampeón | Resultado |
| ----------- | ----------- | ---------- | --------- |
| 11 de junio | RCD Español | Cerdanyola | 4-1       |

Campeón: REAL CLUB DEPORTIVO ESPAÑOL